# Every End of the Day
| Đánh giá chuyên môn | Đánh giá chuyên môn |
| Nguồn đánh giá      | Nguồn đánh giá      |
| Nguồn               | Đánh giá            |
| ------------------- | ------------------- |
| IZM                 |                     |

"Every End of the Day" (Hangul: 하루 끝; RR: Haru Kkeut) là bài hát của ca sĩ-nhạc sĩ Hàn Quốc IU. Bài hát được phát hành dưới dạng đĩa đơn CD, tựa đề là Spring of a Twenty Year Old (Hangul: 스무 살의 봄; RR: Seumusal-ui Bom). Single có double A-side hit single, "Peach" và "Every End of the Day" đều được phát hành trực tuyến, bao gồm ba bài hát tất cả, một trong số đó được sáng tác bởi IU. Đây là lần phát hành tiếng Hàn đầu tiên của cô kể từ khi phát hành full-length album, Last Fantasy,đã được phát hành sáu tháng trước... Sau đó, bài hát đứng đầu Billboard Korea K-Pop Hot 100 trong bốn tuần liên tiếp, trở thành lần thứ hai của IU đứng đầu trên bảng xếp hạng này sau "You and I". Single đạt hơn 34,400 bản tại Hàn Quốc tính đến năm 2013.

## Phát hành và quảng bá
Full CD đều được phát hành vào ngày 11 tháng 5 năm 2012. Bao gồm tất cả các bài hát đã phát hành "Peach", "Every End of the Day" (Hangul: 하루 끝; RR: Haru Kkeut), và "I Really Don't Like Her" (Hangul: 그 애 참 싫다; RR: Geu Ae Cham Silta). Album ngay lập tức thành công; tất cả ba bài hát đã đạt được top 10 trên các trang website âm nhạc Mnet, MelOn, và Olleh Music. "Every End of the Day" đã đạt vị trí thứ nhất trên các bảng xếp hạng.
Cùng ngày, MV cho bài hát, "Every End of the Day", đã được phát hành. Phim ngắn dài 16 phút được thực hiện trong một phong cách tài liệu và có các cuộc phỏng vấn với IU cũng như cảnh quay từ chuyến đi đã đề cập trước đây của cô tới Venice. Bài hát là một ca khúc có nhịp điệu sôi động, âm thanh giống với nhạc pop xưa. Sự sắp xếp của các nhạc cụ dây. Lời bài hát và MV kể về câu chuyện về một cô gái đang yêu một người đàn ông mà cô ấy hy vọng sẽ thực hiện được bước đi đầu tiên.
Một tuần sau khi phát hành album, single, "Every End of the Day", chiếm vị trí thứ nhất trên Billboard Korea K-Pop Hot 100. 
Bài hát cuối cùng trong album, "I Really Don't Like Her", là về một cô gái người đã rất tức giận vì đã làm mất người yêu của mình vì cô đã không giành được sự chú ý mà cô muốn. Bài hát đặc trưng là một bản acoustic guitar và được thực hiện theo phong cách R&B ballad.
Để chuẩn bị cho solo concert đầu tiên, "Real Fantasy", IU đã không quảng bá trên bất kì chương trình quảng bá nào cho Spring of a Twenty Year Old.

## Danh sách đĩa nhạc
※ Các bài hát in đậm được xác nhận là bài hát quảng bá cho album.
| CD single/Digital download | CD single/Digital download                                   | CD single/Digital download | CD single/Digital download | CD single/Digital download |
| STT                        | Nhan đề                                                      | Phổ lời                    | Phổ nhạc                   | Thời lượng                 |
| -------------------------- | ------------------------------------------------------------ | -------------------------- | -------------------------- | -------------------------- |
| 1.                         | "Peach" (복숭아; Boksung-a)                                  | IU                         | IU                         | 3:13                       |
| 2.                         | "Every End of the Day" (하루 끝; Haru Kkeut)                 | Kim Eana                   | Park Geun-tae, Kim Do-hoon | 4:04                       |
| 3.                         | "I Really Don't Like Her" (그 애 참 싫다; Geu Ae Cham Silta) | Kim Eun-soo                | Shim Eun-ji                | 4:17                       |
| Tổng thời lượng:           | Tổng thời lượng:                                             | Tổng thời lượng:           | Tổng thời lượng:           | 11:34                      |

## Bảng xếp hạng

### Bảng xếp hạng tuần
| Bảng xếp hạng (2012)                           | Vị trí xếp hạng cao nhất |
| ---------------------------------------------- | ------------------------ |
| Hàn Quốc Album (Gaon Albums Chart) (với Peach) | 3                        |
| Hàn Quốc Digital (Gaon Digital Chart)          | 1                        |
| Hàn Quốc Digital (Korea K-Pop Hot 100)         | 1                        |

### Bảng xếp hạng tháng
| Bảng xếp hạng (2012)              | Vị trí xếp hạng cao nhất |
| --------------------------------- | ------------------------ |
| Hàn Quốc Album (Gaon) (với Peach) | 5                        |

### Bảng xếp hạng cuối năm
| Bảng xếp hạng (2012)              | Vị trí xếp hạng cao nhất |
| --------------------------------- | ------------------------ |
| Hàn Quốc Album (Gaon) (với Peach) | 48                       |

## Lịch sử phát hành
| Khu vực  | Ngày                | Định dạng        | Edition            | Hãng             |
| -------- | ------------------- | ---------------- | ------------------ | ---------------- |
| Hàn Quốc | 10 tháng 5 năm 2010 | Digital download | LOEN Entertainment |                  |
| Hàn Quốc | 11 tháng 5 năm 2010 | CD single        | LOEN Entertainment | Standard Edition |
| Toàn cầu | 10 tháng 5 năm 2010 | Digital download | LOEN Entertainment |                  |